# Hasan Tahsini

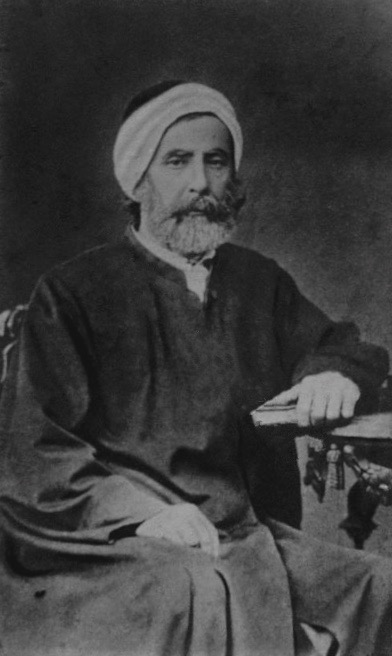
Hasan Tahsini

Hasan Tahsini (* 1811 in Filiates; † 1881 in Istanbul), albanisch auch Hoxha Tahsim (türkisch Hoca Tahsin Efendi), war ein albanischer Astronom, Physiker, Psychologe und Philosoph. Er war der erste Rektor der Darülfünun, der ersten Universität des Osmanischen Reiches, und Mitgründer des Zentralkomitees für die Verteidigung albanischer Rechte. Tahsini wird als einer der wichtigsten Gelehrten im Osmanischen Reich des 19. Jahrhunderts geehrt.
Vom Hodscha Tahsim beeinflusst wurde auch der Dichter Abdülhak Hâmid Tarhan, ein Bekannter von Fâik Âli Ozansoy, dem Bruder von Süleyman Nazif.

## Frühes Leben
Hasan Tahsini wurde im Jahre 1811 im Dorf Ninat des Kreises Saranda (damals Teil des Osmanischen Reiches) als Angehöriger der Çamen des Epirus geboren. Sein Vater Osman Efendi Ruschiti war ein Mitglied der Ulema. Als Tahsini jung war, arbeitete er als Lehrer für die Söhne von Hayrullah Efendi, dem stellvertretenden Bildungs- und Erziehungsminister des Osmanischen Reiches. Hayrullah Efendi ernannte später Tahsini zum Stab der Osmanischen Schule in Paris, wo Tahsini Türkisch und Religionswissenschaften lehrte, gleichzeitig als Imam der osmanischen Botschaft diente und Mathematik sowie Naturwissenschaften an der Universität von Paris studierte. Er war für zwölf Jahre Student in Paris, nachdem er von Reschid Pascha dorthin gesandt wurde, der eine westeuropäische Ulema-Elite schaffen wollte. 1869 kehrte Tahsini nach Abschluss seines Studiums in das Osmanische Reich zurück, um den Leichnam von Fuad Pascha zu beerdigen, der in Nizza verstorben war.

## Darülfünun-Universität
1870 wurde Hasan Tahsini der erste Rektor der neu gegründeten Darülfünun-Universität, wo er Vorlesungen über Physik, Astronomie und Psychologie gab. Die Regierung ernannte Tahsini zum Rektor, da man glaubte, dass er ein Gleichgewicht zwischen westeuropäischen und moslemischen Methoden und Weltanschauungen bilden könnte. Allerdings führten noch während der wissenschaftlichen Arbeiten Tahsinis sein uneingeschränkter Liberalismus dazu, dass er häufig von konservativen Ulema-Kreisen kritisiert wurde. Die Angriffe gegen Tahsini begannen, als er Experimente durchführte, um seinen Studenten den Begriff des Vakuums zu veranschaulichen. Tahsini wiederholte ein klassisches Experiment von Robert Boyle aus dem 17. Jahrhundert und platzierte eine Taube unterhalb einer Glasglocke und leerte den Behälter, wodurch die Taube erstickte, was die Existenz eines Vakuums zeigte. Die konservativen Kreise betrachteten Tahsinis Experiment als Beweis für Hexerei und Durchführung von Zauberei. Nach dem Experiment wurde er durch eine Fetva zum Häretiker erklärt und von der Universität exmatrikuliert: Ihm wurde das Erteilen von Vorlesungen verboten. Die Universität wurde auch für eine kurze Periode geschlossen, da Dschamal ad-Din Afghani, ein weiterer, von Tahsini beeinflusster Professor, seine Theorien unterstützte.

## Werke
Hasan Tahsini schrieb die erste türkischsprachige Abhandlung über Psychologie mit dem Titel Psychologie oder die Wissenschaft der Seele, ein Werk, das vom Modernismus beeinflusst ist, und das erste türkisch Buch, dessen Titel das Wort Psychologie enthielt. Er schrieb auch das erste türkischsprachige Buch über moderne Astronomie, was auch das erste populärwissenschaftliche Buch auf Türkisch war. Andere Werke von Tahsini in der türkischen Sprache sind eine Übersetzung von Constantin François de Chassebœufs Loi Naturelle. Zusammen mit Sami Frashëri, einem der wichtigsten Persönlichkeiten des Albanischen Nationalen Erwachens, entwickelte er ein eigenes Alphabet für die albanische Sprache. Gemäß Tahsini war das Alphabet auf einem solchen Wege entwickelt, dass jeder Buchstabe zum Schreiben die wenigsten Handbewegungen benötigte.
Tahsini war auch ein Mitglied des Zentralkomitees für das Verteidigen albanischer Rechte, das 1877 in Istanbul gegründet worden war.